# Francesco Libetta
Francesco Libetta (* 16. Oktober 1968 in Galatone) ist ein italienischer Pianist.

## Leben
Francesco Libetta studierte Klavier bei Vittoria De Donno und Komposition bei Gino Marinuzzi in Rom sowie Castérède Jacques in Paris, wo er auch einige Kurse am IRCAM besuchte.
Bereits mit 21 Jahren spielte er den gesamten Zyklus der 32 Klaviersonaten Beethovens. 
1993 erfolgte in Italien die Uraufführung der dreizehnten Klavieretüde György Ligetis, L’Escalier du Diable. Eine weitere Uraufführung fand auf dem Internationalen Festival in Alicante statt, wo Libetta das Konzert für Klavier und Orchester Nr.1 von Franco Oppo spielte. Später trat er in der Mailänder Scala und anderen renommierten Konzerthäusern auf, etwa in Japan und den Vereinigten Staaten.
Im Rahmen des internationalen Klavierfestivals in La Roque-d’Anthéron (Département Bouches-du-Rhône) 2002 spielte er Werke von Hummel, Franz Liszt, Saint-Saëns, Alkan, Debussy und Godowsky. Dieses Konzert wurde direkt aufgezeichnet und später als DVD veröffentlicht.

## Repertoire
Sein heutiges Repertoire umfasst neben den Klaviersonaten und vielen Variationen Beethovens sämtliche Wagner-Transkriptionen Franz Liszts, Werke von Alkan, Chopin, Brahms, Mussorgsky, Balakirew, Debussy, Ravel sowie etliche Etüden Ligetis.
Neben Marc-André Hamelin gehört Libetta zu den wenigen Pianisten, die Leopold Godowskys 53 Studien über Chopin-Etüden, die zu den virtuosesten Werken der Klavierliteratur zählen, vollständig eingespielt haben. Er war der erste Pianist, der 1990 den Zyklus konzertant aufführte.
Sein Spiel zeichnet sich u. a. durch einen klaren, manchmal trockenen Anschlag, sparsamen Pedaleinsatz und häufiges Non-legato aus.

## Rezeption
Der italienische Pianist Aldo Ciccolini sprach von Libetta als einem der talentiertesten Instrumentalisten seiner Generation. Eric Schoones nannte ihn die „Reinkarnation“ Dinu Lipattis.
Bruno Monsaingeon, der Regisseur der Dokumentation des Konzerts von La Roque-d'Anthéron, hält Libetta für einen der größten Virtuosen der Gegenwart.